# جزيرة واتفورد
جزيرة واتفورد هي إحدى الجزر الرئيسة المكونة لبرمودا.
هي جزء من سلسلة جزر غرب البلاد تُشكّل أبرشية سانديز، وتقع بين جزيرة بواز وجزيرة سومرست.